# Визиров, Николай Петрович
Николай Петрович Визиров (27 февраля 1913 — 25 июня 1976) — советский военачальник, контр-адмирал, участник советско-финской и Великой Отечественной войн.

## Биография
Николай Петрович Визиров родился 27 февраля 1913 года в городе Феодосии. В 1932 году был призван на службу в Военно-морской флот СССР. В 1936 году окончил Высшее военно-морское училище имени М. В. Фрунзе, после чего остался служить в этом училище, командовал учебной группой, затем преподавал специальные предметы. Участвовал в советско-финской войне, по завершении которой командовал береговой учебной базой военно-морских учебных заведений Военно-морского флота СССР. Начало Великой Отечественной войны встретил курсантом минно-торпедного отдела Высших специальных командных классов Военно-морского флота СССР.
Вскоре после начала Великой Отечественной войны Визиров был назначен командиром 7-го дивизиона тральщиков бригады траления Балтийского флота. Принимал активное участие в проведении тральных операций в водах Балтийского моря, в том числе в фарватерах Хайлода-Гогланд, Гогланд-Родшер, в Финском заливе, на Копорской и Невской губах и так далее. Десятки раз сопровождал корабли, нёс дозоры, в сложных условиях снимал с терпящих бедствие судов личный состав, оружие и продовольствие, доставил сотни различных грузов на острова. При выполнении обязанностей Визиров и его подчинённые не раз подвергались бомбардировкам с воздуха, артиллерийским обстрелам береговых батарей. Во время операции по окончательному снятию блокады Ленинграда дивизион выполнял задания по перевозкам войск и техники между Ленинградом и Ораниенбаумом.
В июне 1944 года Визиров был назначен командиром 1-го дивизиона тральщиком 2-й бригады траления Кронштадтского морского оборонительного района Балтийского флота. Участвовал в поддержке боевых действий против финских войск на Карельском перешейке, высаживал десантные группы, проводил корабли, продолжал заниматься боевым тралением под огневым воздействием врага. В дальнейшем поддерживал фланг Красной Армии в ходе освобождения Прибалтики, в том числе при освобождении Нарвы.
После окончания войны продолжал службу в Военно-морском флоте на высоких штабных и командных должностях. В ноябре 1957 года назначен командиром 30-й дивизии Тихоокеанского флота. В апреле 1960 года был уволен в запас. Умер в Воронеже 25 июня 1976 года.

## Награды
- Орден Ленина (30 декабря 1956 года);
- 3 ордена Красного Знамени (29 января 1944 года, 6 ноября 1944 года, 26 февраля 1953 года);
- 2 ордена Отечественной войны 1-й степени (20 февраля 1943 года, 13 декабря 1943 года);
- Орден Отечественной войны 2-й степени (23 февраля 1948 года);
- 2 ордена Красной Звезды (26 июня 1942 года, 6 ноября 1947 года);
- Медали «За боевые заслуги» (3 ноября 1944 года), «За оборону Ленинграда» и другие медали.